# Alberto Fernández
Alberto Ángel Fernández (phát âm tiếng Tây Ban Nha: [alˈβeɾto ferˈnandes]; sinh 2 tháng 4 năm 1959) là chính trị gia người Argentina và là Tổng thống của Argentina từ ngày 10 tháng 12 năm 2019 đến ngày 10 tháng 12 năm 2023. Ông thắng trong cuộc bầu cử tổng thống Argentina với 48% số phiếu trước tổng thống đương nhiệm Mauricio Macri.

## Thời thơ ấu
Fernández được sinh ra tại Buenos Aires, con trai của Celia Pérez và người chồng đầu tiên của cô. Tách biệt với người sau, Celia (em gái của nhiếp ảnh gia cá nhân của Juan Domingo Perón) kết hôn với Thẩm phán Carlos Pelagio Galíndez (con trai của Thượng nghị sĩ của Liên minh dân sự cấp tiến). Alberto Fernández, người hầu như không biết cha ruột của mình, coi Pelagio là cha thật của mình.